# خلية هرمية

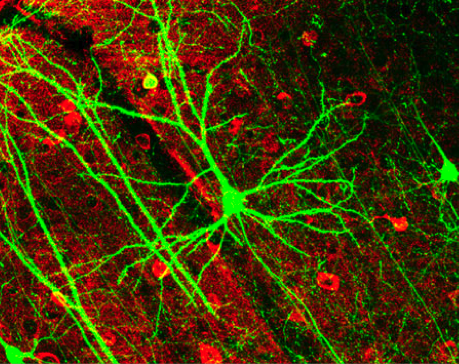
خليه هرميه في قشرة الفأر

الخلايا العصبية الهرمية (الخلايا الهرمية pyramidal cells) هي نوع من الخلايا العصبية الموجودة في مناطق الدماغ بما في ذلك قشرة الدماغ، الحصين، وفي اللوزة.
الخلايا العصبية الهرمية هي الوحدات الأساسية لإثارة القشرة أمام الجبهية عند الثدييات والمسالك القشري. واكتشفت لأول مرة الخلايا العصبية الهرمية وتم دراستها من قبل سانتياغو رامون كاجال. ومنذ ذلك الحين، ودراسات على الخلايا العصبية الهرمية وركزت على مواضيع تتراوح بين المرونة العصبية والإدراك.

## اقرأ أيضاً
- خلية عصبية